# Палкіно (Архангельська область)
Палкіно (рос. Палкино) — присілок в Вельському районі Архангельської області Російської Федерації.
Населення становить 25 осіб. Входить до складу муніципального утворення Липовське муніципальне утворення.

## Історія
Від 1937 року належить до Архангельської області.
Від 2004 року належить до муніципального утворення Липовське муніципальне утворення.

## Населення
| 2002 | 2010 | 2012 | 2014 |
| ---- | ---- | ---- | ---- |
| 38   | ↘26  | ↘22  | ↗25  |